# Artur III av Bretagne
Artur III av Bretagne, född 1393, död 1458, var en regerande hertig av Bretagne från 1457 till 1458. 